# زیر آسمان پاریس (ترانه)
«زیر آسمان پاریس» (به فرانسوی: Sous le ciel de Paris) ترانه‌ای است که در سال ۱۹۵۱ برای فیلمی به همین نام ساخته شد و توسط ژان برتونیه (بازیگر آن فیلم) اجرا شد. همان سال خوانندگان دیگری همچون ژولیت گرکو و آنی گولد نسخه‌های دیگری از «زیر آسمان پاریس» را اجرا کردند. این ترانه به لطف نسخهٔ گرکو و اجراهای بعدی توسط ادیت پیاف و ایو مونتان به یکی از شناسه‌های پاریس و فرانسه در سطح بین‌المللی تبدیل شد.
پل ژیغو موسیقی «زیر آسمان پاریس» را نوشته و ژان درژاک شعر آن را سروده‌است.